# 高知県立山田高等学校
高知県立山田高等学校（こうちけんりつ やまだこうとうがっこう）は、高知県香美市土佐山田町旭町三丁目に所在する公立の高等学校。

## 設置学科
- 全日制課程
  - 普通科
  - 商業科
- 定時制課程
  - 普通科

## 概要
校訓
- 「誠実にあれ 誇らかにあれ 貫きてあれ」

校章
- 漢字の「山」と「田」を組み合わせた図案の中に「高」の字を配している。1949年（昭和24）年8月に制定された。

校歌
- 野上彰作詞／長谷川良夫作曲

## 沿革
- 1941年（昭和16年）2月 - 高知県立山田高等女学校として設立。
- 1948年（昭和23年）4月 - 学制改革により高知県立山田高等学校と改称。
- 1949年（昭和24年）8月 - 高知県立鏡野高等学校を統合して男女共学化。
- 1949年（昭和24年）9月 - 定時制課程を併置。
- 1962年（昭和37年）1月 - 商業科を設置。
- 1990年（平成2年）11月 - 創立50周年記念式典挙行。
- 1992年（平成4年）4月 - 米国フロリダ州ラーゴ高校と姉妹校締結。
- 2007年（平成19年）4月 - 定時制課程を学年制から単位制に改編。
- 2010年（平成22年）4月 - 高知県立大栃高等学校を統合。

## 部活動
体育系
- 陸上競技部
- 器械体操部
- バレーボール部
- バスケットボール部
- サッカー部
- ソフトボール部
- ソフトテニス部
- 剣道部
- 弓道部
- バドミントン部
- 水泳部

文化系
- 放送部
- 新聞部
- 英語部
- 写真部
- ワープロ部
- 演劇部
- 美術部
- 書道部
- 吹奏楽部
- ハンドメイド部
- 図書部
- 華道部
- 茶道部
- マンガ部
- 自然科学部

## 著名な卒業生
- はらたいら（漫画家）
- 福留貴美子（よど号ハイジャック犯・岡本武の妻）
- 三山ひろし（演歌歌手）
- 山中詩乃（近代五種競技）
- 鍋島莉奈（陸上競技選手）

## 国際交流活動
平成4年度にアメリカフロリダ州のラーゴ高校と姉妹校締結した。隔年でラーゴ高校に短期留学生の派遣と受入。（平成29年度は6名を短期留学生として受入）